# Botlekspoortunnel
De Botlekspoortunnel is een spoortunnel voor een goederenspoorlijn onder de Oude Maas naast de bestaande Botlekspoorbrug, die deel uitmaakt van de verbeteringen aan de infrastructuur ten behoeve van de Betuweroute. De Botlekspoortunnel is de eerste geboorde spoortunnel van Nederland en bestaat uit twee, deels halfopen, deels gesloten toeritten en twee geboorde tunnelbuizen. De tunnel is op 17 september 2006 in gebruik genomen, en precies een maand later officieel geopend door minister Karla Peijs.

## Oude brug
De bestaande spoorbrug over de Oude Maas moest vaak open voor de scheepvaart en bood bovendien geen plaats voor een tweede spoor. Daarom is naast de bestaande Botlektunnel voor het wegverkeer een aparte, 3.065 meter lange tunnel (waarvan 1835 meter ondergronds) voor goederentreinen aangelegd, die deel uitmaakt van de havenspoorlijn Rotterdam. De oude Botlekbrug blijft wel in gebruik voor treinverkeer dat tussen het emplacement Botlek en het emplacement Pernis plaatsvindt. Ook blijft de brug fungeren als omleidingroute voor het treinverkeer bij onderhoud aan de tunnel of andere stremmingen in de tunnel.

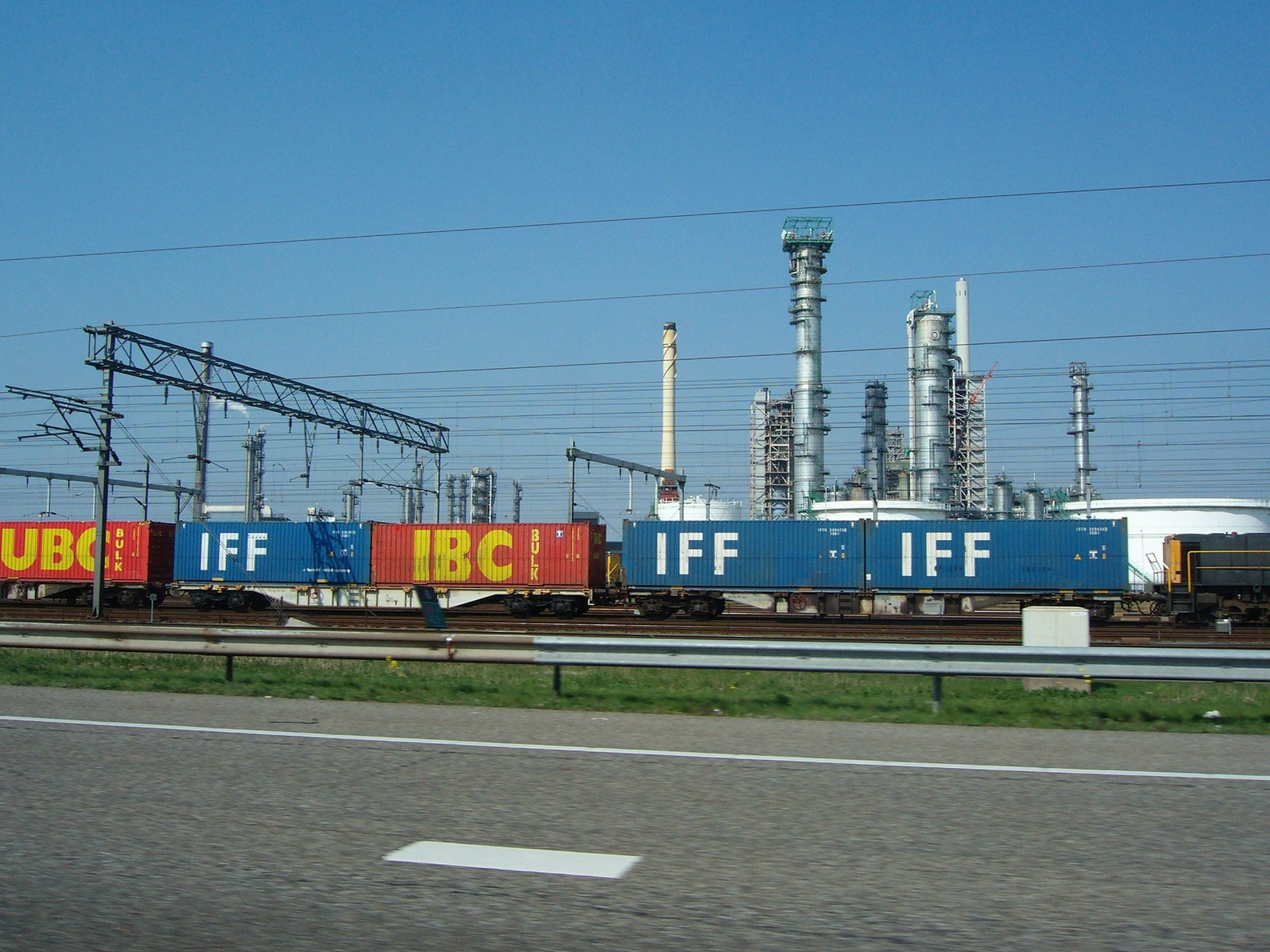
trein in de Botlek

## Bouwtechniek
Omdat er rond de toeritten van de tunnel erg veel kwetsbare infrastructuur lag in de vorm van kabels, opslagtanks, wegen en sporen, was het niet mogelijk de grondwaterstand tijdens de bouw te verlagen. De aannemer heeft hierom in de diepere delen onderwaterbeton met trekpalen gebruikt om de bouwputbodem te stabiliseren. De toeritten zijn gebouwd in gedeelde bouwkuipen; aan de westzijde een van 165 meter lengte (inclusief de startschacht), en aan de oostzijde een van 385 meter (inclusief ontvangstschacht).
Vooral de ontvangstschacht aan de oostzijde van de tunnel vereiste een erg ingewikkelde constructiewijze. Behalve dat de grote hoeveelheid kabels en leidingen de opties voor een locatie erg beperkte, zorgde de zeer slappe Holocene grondlaag voor extra complicaties. Deze grond moest over de hele lengte en over een breedte van 25 meter versterkt worden door cement in de grond te mengen. Ruimtegebrek bracht nog een probleem met zich mee. Er was geen plaats voor de gebruikelijke mogelijkheid om bij het boren van twee tunnelbuizen de ontvangstschacht van de eerste boring te laten functioneren als startschacht voor de tweede boring. Daarom is de tunnelboormachine na het boren van de eerste buis gedemonteerd en teruggevoerd naar de startschacht, waarna de tweede buis geboord is.
De beide tunnelbuizen zijn dus met dezelfde tunnelboormachine geboord. De boormachine had een zogenaamd gronddruk-balansschild waarbij het boorfront stabiel gehouden wordt door een mengsel van grond en biologisch afbreekbaar schuim. Hierdoor kon de grootste boordiepte onder de Oude Maas twee meter minder worden. Op de westelijke toegangstunnel is gemiddeld vijf meter aarde gebruikt als gronddekking; onder water (dankzij een drempel van stortsteen) een dekking van gemiddeld 9 meter, en op de oostelijke oever 8,5 meter.
Om de veiligheid en bereikbaarheid van de tunnel te garanderen zijn er drie dwarsverbindingen gebouwd tussen de twee tunnelbuizen. Deze dwarstunnels zijn aangelegd in door diepwanden gevormde schachten tussen de beide buizen, op een twee meter dikke bodem van onderwaterbeton. De afstand tussen de schacht en de tunnelbuizen bedroeg ongeveer vijftig centimeter, die door injectielansen bevroren zijn, waarna de aannemer het resterende deel van de dwarsverbinding heeft gemaakt.

## Cijfers
| boormethode                           | Gronddrukbalansschild Earth Pressure Balance (EPB) |
| totaal gewicht boormachine            | circa 800 ton                                      |
| totale lengte tunnel                  | 3.065 meter                                        |
| lengte van de te boren tunnelbuizen   | 1.835 meter                                        |
| inwendige diameter van de tunnel      | 8,65 meter                                         |
| afstand tussen de tunnelbuizen        | ca. 10 meter                                       |
| diepte van start- en ontvangstschacht | ca. 20 meter                                       |
| minimale horizontale boogstraal       | 2.000 meter                                        |
| minimale verticale boogstraal         | 5.000 meter                                        |
| maximaal hellingspercentage           | 2,5%                                               |
| diepste ligging bovenkant buis        | NAP -20 meter                                      |
| totale hoeveelheid afgegraven grond   | ca. 600.000 m³                                     |
| weg te boren grond                    | ca. 280.000 m³                                     |
| aantal dwarsverbindingen              | 3                                                  |
| lengte van toeritten op de oevers     | 500 en 700 meter                                   |
| maaiveldhoogte                        | NAP + 4,5 meter                                    |
| beton toeritten en schachten          | 68.500 m³                                          |
| onderwaterbeton                       | 14.300 m³                                          |
| funderingspalen                       | 2.400 stuks                                        |
| manuren toeritten                     | 30.000                                             |
| betonnen tunnelring                   | 7 segmenten en 1 sluitsteen                        |
| grondgesteldheid                      | klei, veen, zand                                   |